# 사미라 벤사이드
사미라 빈트 압둘 이븐 알라자크 알벤사이드(1958년 1월 10일 ~ ,  아랍어: سميرة بنت عبد ابن الرزاق البسعيد)는 모로코, 이집트의 가수이다. 유로비전 송 콘테스트 1980에서 모로코대표로 참가했다.